# 承唐高速公路
承唐高速公路是连接中华人民共和国河北省内承德市与唐山市的一条高速公路，也是国家高速公路网长春-深圳高速公路 G25的一部分。全长125.934公里，双向六车道，路基宽32米，设计时速80公里/小时。

## 资料来源
- 燕赵都市报：承唐高速全线通车[永久]